# Tetragnatha filiciphilia
Tetragnatha filiciphilia är en spindelart som beskrevs av Gillespie 1992. Tetragnatha filiciphilia ingår i släktet sträckkäkspindlar, och familjen käkspindlar. Inga underarter finns listade i Catalogue of Life.